# Объединённая промышленная корпорация
Объединённая промышленная корпорация (ОПК) — российский промышленный холдинг. Штаб-квартира корпорации находится в Москве.

## Собственники и руководство
Основным бенефициаром группы является семья сенатора от Тувы Сергея Пугачева.
Руководство компании: Александр Гнусарев (председатель совета директоров), Игорь Серов.

## Деятельность
Объединённая промышленная корпорация управляла активами общей стоимостью более $13 млрд. Основным финансовым центром группы является Международный промышленный банк (обанкротился в 2010 году) В состав группы входили также:
- ОАО «Северная верфь» - до 2010 года
- ОАО «Балтийский завод» - до 2010 года
- ОПК Майнинг (осваивает Элегестское угольное месторождение в Туве)
- Девелоперский бизнес вёлся дочерним предприятием «ОПК Девелопмент»[3] и представлен проектами "Красная Площадь, дом 5" в Москве,  «Грибаново» в Подмосковье, «Центральный универмаг» и «гостиница „Приморская“» в Сочи, несостоявшаяся «застройка территории Балтийского завода».

В 2007 году группа представила проект объединённой верфи мирового класса для строительства судов водоизмещением до 300 тысяч тонн при годовой производительности 500 тыс. тонн дедвейта на IX Международной выставке по судостроению, судоходству, деятельности портов и освоению океана и шельфа «Нева-2007», проходившей в Санкт-Петербурге.